# Giudice onorario di pace
Il giudice onorario di pace (in precedenza giudice di pace), nell'ordinamento giudiziario italiano, è un magistrato onorario della Repubblica Italiana.

## Storia
Una figura simile e con lo stesso nome era già presente in molti regni dell'Italia pre-unitaria, come nel Regno di Napoli, introdotta da Napoleone sull'esempio francese del juge de paix, ed originariamente nominato direttamente dall'imperatore. La sua figura permane anche nei primi decenni dell'unità d'Italia: era eletto direttamente dal popolo (tra gli aventi diritto al voto, non esistendo, allora, il suffragio universale); "onnipotente e parzialissimo", così definiva il giudice di pace il criminologo Cesare Lombroso nel narrare delle sanguinarie lotte fra partiti che si svolgevano durante le tornate elettorali.
La figura venne istituita con la legge 21 novembre 1991 n. 374 prendendo il posto del vecchio giudice conciliatore. Essa stabiliva l'organico dei giudici di pace in 4.690 unità, distribuite sul territorio nazionale in 845 sedi. Di fatto, attualmente, vi sono 2.206 giudici di pace, quindi circa il 47,04% dell'organico previsto, diversamente dai Giudici Onorari di Tribunale, pari al 75,35% e dai Vice Procuratori Onorari pari all'83,07% L'entrata in funzione dell'istituto venne più volte procrastinata fino a quando, ad opera dell'"Associazione Nazionale Giudici di pace, il governo ruppe gli indugi fissandone l'avvio al 1º maggio 1995. Con la riforma della magistratura onoraria ai sensi del d.lgs. 13 luglio 2017, n. 116, il magistrato assunse il nome di giudice onorario di pace.

## La figura

### Nomina e requisiti
Per diventare giudice di pace bisogna superare un concorso per titoli, bandito a livello distrettuale, dal Presidente della Corte d'Appello, su conforme deliberazione del Consiglio superiore della magistratura, con possibilità di scegliere non più di tre sedi per le quali concorrere. Tra i requisiti - che sono previsti dall'art. 4 del d.lgs. 13 luglio 2017, n. 116 - è necessario essere in possesso di diploma di laurea in giurisprudenza ed aver un'età compresa tra i 27 ed i 70 anni (in precedenza erano previsti limiti di età diversi, rispettivamente 45 e 72 anni). La nomina avviene con decreto del Ministro della giustizia, dopo il superamento superato positivamente un periodo di tirocinio di tre mesi in materia civile e tre mesi in materia penale. La durata dell'incarico è di quattro anni, rinnovabile per ulteriori quattro, ma per una sola volta.

### Retribuzione
Riguardo alla retribuzione, il magistrato onorario percepisce un compenso mensile sotto forma di indennità, accanto i contributi unificati come stabilito nel decreto legge 24 giugno 2014, n. 90 convertito dalla legge 11 agosto 2014, n. 114.
Ai sensi dell'art. 25 comma 3 del d.lgs. 13 luglio 2017, n. 116 i giudice di pace hanno poi l'obbligo di iscriversi alla gestione separata INPS. La successiva circolare n. 128 del 25 settembre 2019, l’INPS ha illustrato gli adempimenti normativi e la procedura per l’iscrizione.

### Incompatibilità
L’art. 5 del d.lgs. 116/2017 prevede infine diverse cause di incompatibilità con l'incarico. In precedenza nel 2015, il Consiglio Superiore della Magistratura ha chiarito che la carica di giudice di pace e quella di amministratore di condominio non sono tra loro incompatibili. 
Tuttavia, il giudice di pace ha l'obbligo di comunicare al CSM tutti gli incarichi extragiudiziali, incluso quello di amministratore, perché si possano valutare concretamente i singoli casi in cui eventualmente siano assenti o vengano a mancare i necessari requisiti di terzietà e indipendenza del giudice.

## Competenza territoriale
La competenza territoriale appartiene al giudice del luogo in cui è stata commessa l'infrazione ed è retta dal principio di inderogabilità, vale a dire dal divieto delle parti di introdurre la causa dinanzi al giudice territorialmente non competente (rilevabilità d'ufficio dell'incompetenza territoriale inderogabile).

## Competenza materiale

### Civile
In sede giurisdizionale il giudice di pace dirime, in materia civile, un'ampia gamma di controversie. In particolare, in base all'art. 7 del codice di procedura civile (c.p.c.), il giudice di pace è competente per le cause relative a beni mobili di valore non superiore a Euro 5.000,00, quando dalla legge non sono attribuite alla competenza di altro giudice, nonché per le cause di risarcimento del danno prodotto dalla circolazione di veicoli e di natanti, purché il valore della controversia non superi Euro 20.000,00.
È competente qualunque ne sia il valore:
1. per le cause relative ad apposizione di termini ed osservanza delle distanze stabilite dalla legge, dai regolamenti o dagli usi riguardo al piantamento degli alberi e delle siepi;
2. per le cause relative alla misura ed alle modalità d'uso dei servizi di condominio di case;
3. per le cause relative a rapporti tra proprietari o detentori di immobili adibiti a civile abitazione in materia di immissioni di fumo o di calore, esalazioni, rumori, scuotimenti e simili propagazioni che superino la normale tollerabilità.
4. per le cause relative agli interessi o accessori da ritardato pagamento di prestazioni previdenziali o assistenziali.

Il giudice di pace in base all'art. 113 c.p.c. decide secondo equità le cause il cui valore non supera i millecento Euro, salvo quelle derivanti da rapporti giuridici relativi a contratti conclusi mediante moduli o formulari; negli altri casi decide secondo diritto.
In base all'art. 114 c.p.c. la causa può essere decisa secondo equità su richiesta delle parti.
Il procedimento davanti al giudice di pace è regolato prima di tutto dal seguente articolo:
(art. 311 c.p.c. - Rinvio alle norme relative al procedimento davanti al tribunale)
L'art. 313 c.p.c. disciplina l'eventualità che venga proposta querela di falso, che è di competenza del tribunale. In questo caso il giudice di pace, se accerta la rilevanza per il giudizio del documento impugnato, sospende il processo e rimette le parti davanti al tribunale, potendo però disporre di continuare il giudizio sulle parti della controversia non relative al documento.
L'art. 316 c.p.c. stabilisce che la domanda davanti al giudice di pace si propone con atto di citazione ma si può proporre anche verbalmente, con verbale raccolto e redatto direttamente dall'ufficio dello stesso giudice di pace.
L'art. 82 c.p.c. stabilisce che davanti al giudice di pace le parti possono stare in giudizio personalmente nelle cause il cui valore non eccede Euro 1.100,00, ovvero anche di valore superiore se autorizzati dal giudice di pace in base alla natura ed entità della causa. Altrimenti occorre l'assistenza di un difensore.
N.B. - Nelle opposizioni alle sanzioni amministrative, la parte può sempre proporre ricorso e stare in giudizio personalmente, cioè senza difensore.
L'art. 322 c.p.c. prevede la possibilità di fare un'istanza anche verbale al giudice di pace al fine di convocare per tentare la conciliazione in sede non contenziosa un soggetto con il quale vi sia in atto un contenzioso ancora stragiudiziale, che si vuole evitare con un accordo bonario che sfoci in seguito in una controversia giudiziale, cioè in una causa vera e propria.
Se la conciliazione viene raggiunta verrà redatto il verbale di conciliazione, che rappresenta titolo esecutivo solo e se la competenza viene attribuita al giudice di pace, viceversa il verbale verrà considerato come una scrittura privata autenticata.

### Penale
Le materie di competenza sono previste dal d.lgs. 28 agosto 2000, n. 274, in particolare relativamente a reati in genere di modesta entità, sia punibili a querela di parte, sia punibili d'ufficio. Fra questi, i reati di minaccia, percosse, diffamazione non aggravata, invasione di terreni o edifici, danneggiamento, lesioni colpose lievi, gravi o gravissime, lesioni volontarie che abbiano comportato una prognosi non superiore a venti giorni; il giudice di pace era altresì competente per il reato di ingiuria (depenalizzato con il d.lgs. 7/2016).
Il giudice dichiara la non-punibilità dei casi che hanno recato lieve danno o pericolo, di natura occasionale (non recidivi) e del grado di consapevolezza, tali da rendere non opportuno l'esercizio dell'azione penale, per l'ottimizzazione di tempi e costi della giustizia, e del pregiudizio che tale azione reca alle esigenze di studio, lavoro, famiglia o salute.
È previsto un particolare procedimento che impegna il giudice di pace a ricercare anzitutto la conciliazione delle parti: ove il tentativo non riesca, il giudice procede al dibattimento che si concluderà con una sentenza di non doversi procedere perché il fatto è di speciale tenuità, ovvero che il reato è estinto per avvenuta riparazione, con l'assoluzione o con la condanna a pena pecuniaria, alla permanenza domiciliare o ai lavori di pubblica utilità. Le pene irrogate dal giudice di pace sono state istituite ex novo dal decreto predetto, in quanto quelle del Codice penale, o delle altre leggi, sono sostituite, anche se prevedono pene detentive, in sanzioni pecuniarie, del genere da cui derivano. Non possono godere della sospensione condizionale.
Da ultimo, è stata attribuita al giudice di pace la convalida dei provvedimenti del prefetto in materia di espulsione dal territorio dello Stato, e dei provvedimenti di accompagnamento alla frontiera o di trattenimento in un centro di accoglienza temporanea emanati dal questore. Dal 2 gennaio 2008 tali provvedimenti sarebbero dovuti divenire di competenza del Tribunale in composizione monocratica secondo quanto previsto dal decreto legge 29 dicembre 2007 n. 249, pubblicato nella Gazzetta Ufficiale n. 1 del 2 gennaio 2008; il decreto, tuttavia, non è stato convertito in legge.
Con la legge 15 luglio 2009, n. 94 (a decorrere dall'8 agosto 2009), è di competenza del giudice di pace il nuovo reato di immigrazione clandestina per il quale è previsto un particolare procedimento "a presentazione immediata" in udienza. Il nuovo reato però prevede come condanna una ammenda o la pena sostitutiva dell'espulsione dal territorio italiano in ossequio al principio che il giudice di pace non può irrogare pene detentive.
Il giudice di pace è competente per materia a decidere sul ricorso in opposizione a sanzione amministrativa per violazione di disposizioni del Codice della strada (articoli 204-bis e 205 C.d.S.). È inoltre competente per valore, sino alla somma di 15493 €, in materia di opposizioni avverso le ordinanze-ingiunzione di pagamento di sanzioni amministrative pecuniarie, in base agli articoli 22 e 22-bis della legge 24 novembre 1981 n. 689, ad esclusione delle fattispecie riservate, per materia, al Tribunale (ad esempio non è competente in materia di ordinanze-ingiunzione emesse dalla Direzione provinciale del lavoro, ed in genere avverso tutti i ricorsi in materia di lavoro e previdenza sociale).

## Organizzazione territoriale degli uffici
La distribuzione territoriale è stata riformata dal d.lgs. del 7 settembre 2012, n. 156, emanato in attuazione dell'art. 1 comma 2 della legge 14 settembre 2011, n. 148.
In un'ottica di risparmio, il suddetto decreto legislativo ha infatti proceduto alla soppressione di un gran numero di sedi (indicate nella "tabella A" allegata al decreto), accorpando conseguentemente le relative competenze territoriali a quelle di altri uffici geograficamente contigui (riportati nella "tabella B"). Tuttavia, l'art. 3 dello stesso d. lgs. n. 156/2012 ha previsto la possibilità per gli enti locali interessati di richiedere il mantenimento degli uffici del Giudice di pace di cui è proposta la soppressione, facendosi carico delle relative spese. Sulla scorta dello stesso art. 3 del d. lgs. n. 156/2012 va così segnalata da ultima l'adozione del decreto ministeriale del Ministro della Giustizia del 10 novembre 2014 e successive modificazioni intervenute, nel quale viene riportato l'elenco delle sedi mantenute secondo la possibilità offerta dal citato art. 3.

## Distribuzione territoriale delle sedi
Elenco delle sedi degli Uffici del Giudice di pace, per regione e circondario di tribunale, con ambito di competenza territoriale:
- Valle d'Aosta: Tribunale di Aosta
- Piemonte: Tribunale di Alessandria, Tribunale di Asti, Tribunale di Biella, Tribunale di Cuneo, Tribunale di Ivrea, Tribunale di Novara, Tribunale di Torino, Tribunale di Verbania, Tribunale di Vercelli
- Lazio: Tribunale di Roma, Tribunale di Cassino, Tribunale di Frosinone, Tribunale di Latina, Tribunale di Rieti, Tribunale di Viterbo
- Lombardia: Tribunale di Bergamo, Tribunale di Brescia, Tribunale di Busto Arsizio, Tribunale di Como, Tribunale di Cremona, Tribunale di Lecco, Tribunale di Lodi, Tribunale di Mantova, Tribunale di Milano, Tribunale di Monza, Tribunale di Pavia, Tribunale di Sondrio, Tribunale di Varese
- Liguria: Tribunale di Genova, Tribunale di Imperia, Tribunale della Spezia, Tribunale di Savona
- Emilia-Romagna Tribunale di Bologna, Tribunale di Ferrara, Tribunale di Forlì, Tribunale di Modena, Tribunale di Parma, Tribunale di Piacenza, Tribunale di Ravenna, Tribunale di Reggio Emilia, Tribunale di Rimini
- Veneto: Tribunale di Belluno, Tribunale di Padova, Tribunale di Rovigo, Tribunale di Treviso, Tribunale di Venezia, Tribunale di Verona, Tribunale di Vicenza
- Trentino – Alto Adige: Tribunale di Bolzano, Tribunale di Rovereto, Tribunale di Trento
- Friuli-Venezia Giulia: Tribunale di Gorizia, Tribunale di Pordenone, Tribunale di Trieste, Tribunale di Udine
- Toscana: Tribunale di Arezzo, Tribunale di Firenze, Tribunale di Grosseto, Tribunale di Livorno, Tribunale di Lucca, Tribunale di Massa, Tribunale di Pisa, Tribunale di Pistoia, Tribunale di Prato, Tribunale di Siena
- Umbria: Tribunale di Perugia, Tribunale di Spoleto, Tribunale di Terni,
- Marche: Tribunale di Ancona, Tribunale di Ascoli Piceno, Tribunale di Fermo, Tribunale di Macerata, Tribunale di Pesaro, Tribunale di Urbino
- Abruzzo: Tribunale di Avezzano, Tribunale di Chieti, Tribunale dell'Aquila, Tribunale di Pescara, Tribunale di Sulmona, Tribunale di Teramo, Tribunale di Vasto
- Molise: Tribunale di Campobasso, Tribunale di Isernia, Tribunale di Larino
- Campania: Tribunale di Avellino, Tribunale di Benevento, Tribunale di Napoli, Tribunale di Napoli Nord in Aversa, Tribunale di Nocera Inferiore, Tribunale di Nola, Tribunale di Salerno, Tribunale di Santa Maria Capua Vetere, Tribunale di Torre Annunziata, Tribunale di Vallo della Lucania
- Puglia: Tribunale di Bari, Tribunale di Brindisi, Tribunale di Foggia, Tribunale di Lecce, Tribunale di Taranto, Tribunale di Trani
- Basilicata: Tribunale di Lagonegro, Tribunale di Matera, Tribunale di Potenza
- Calabria: Tribunale di Castrovillari, Tribunale di Catanzaro, Tribunale di Cosenza, Tribunale di Crotone, Tribunale di Lamezia Terme, Tribunale di Locri, Tribunale di Palmi, Tribunale di Paola, Tribunale di Reggio Calabria, Tribunale di Vibo Valentia
- Sicilia: Tribunale di Agrigento, Tribunale di Barcellona Pozzo di Gotto, Tribunale di Caltagirone, Tribunale di Caltanissetta, Tribunale di Catania, Tribunale di Enna, Tribunale di Gela, Tribunale di Marsala, Tribunale di Ragusa, Tribunale di Siracusa, Tribunale di Messina, Tribunale di Patti, Tribunale di Palermo, Tribunale di Sciacca, Tribunale di Termini Imerese, Tribunale di Trapani
- Sardegna: Tribunale di Cagliari, Tribunale di Lanusei, Tribunale di Nuoro, Tribunale di Oristano, Tribunale di Sassari, Tribunale di Tempio Pausania